# دالمویر
longitudeدالمویرlatitudeدالمویر
دالمویر (به انگلیسی: Dalmuir) یک روستا در بریتانیا است که در دونبارتونشر غربی واقع شده‌است.